# ツォルフェアアイン炭鉱業遺産群
ツォルフェアアイン炭鉱業遺産群は、ドイツのノルトライン＝ヴェストファーレン州エッセンにある産業遺産である。ヨーロッパ産業遺産の道のアンカーポイントの一つであり、2001年にはユネスコの世界遺産に登録された。
この施設群での炭鉱業は1847年に見られ始め、採炭は1851年から1986年12月23日まで行われた。1950年代後半からの数十年は、この施設群の二部門であるツォルフェアアイン炭鉱とツォルフェアアイン・コークス工場（1957年から1961年に建造され、1993年6月30日に閉鎖された）は、この種のものとしてはヨーロッパ最大のものであった。1932年に開かれたバウハウス様式の第12採掘坑 (Pit 12) は、建築上からも技術上からも傑作と呼べるものであり、「世界で最も美しい炭鉱」との評価を受けている。

## 歴史

### 1847年 - 1890年
ツォルフェアアイン炭鉱は、デュースブルク生まれの企業家フランツ・ハニエル（Franz Haniel, 1779年-1868年）によって設立されたものである。ハニエルは、製鉄業のためにコークスを捜し求めていた。彼がカターンベルク地方（Katernberg, 現在のエッセン郊外）のシェーネベック（Schönebeck）を試掘してみた結果、そこに膨大な石炭層が眠っていることが明らかになった。この石炭層は、 1834年に結成されたドイツ関税同盟（ツォルフェアアイン）にちなんで後に「ツォルフェアアイン」と名づけられた。
1847年にハニエルは天然資源採掘を目的とするプロイセン独特の企業体であるツォルフェアアイン鉱業会社 (bergrechtliche Gewerkschaft Zollverein) を設立し、新会社の株式を家族や該当地域の地主たちとの間で分配した。
第1採掘坑の掘り下げは1847年2月18日に始まり、最初の石炭が地下 130 m で発見された。最初の本格的な採掘は1851年に始まり、第2採掘坑も1852年に開かれた。両採掘坑は視覚的には同じ石塔に特徴付けられており、マシン・ハウスを共有していた。このコンセプトは後の双採掘坑 (twin-pit) 式炭鉱の多くで受け容れられた。
1857年にはコークスの生産のために積み上げた木炭 (charcoal piles) を用い始め、1866年には近代的なコークス炉や機械炉 (machine ovens) を使うようになった。
1880年に第3採掘坑の掘り下げが、シェーネベックに隣接する場所で行われた。この採掘坑は螺旋状の塔として鉄骨が採用され、1883年に開かれた。1890年までに3つの採掘坑からは100万トンが産出されており、ツォルフェアアインはドイツの全鉱山の頂点に立った。

### 1890年 - 1918年
19世紀末葉から20世紀初頭にかけてルール地方での石炭・製鉄業が栄えると、ツォルフェアアインも大きく伸張した。
1891年から1896年の間に第4・第5の双採掘坑がヘスラー（Heßler, 現在のゲルゼンキルヒェン郊外）との境界に建てられた。この2つの炉は石炭採掘、鉱夫たちの輸送、換気などのための特殊なシャフトを採用しており、コークス炉も備えていた。1897年には第6採掘坑が開かれた。
1897年までの何年にもわたって、ツォルフェアアインは坑内の換気上の問題から、爆発性ガスによる被害を受けてきた。こうした問題を解決するために、既存の採掘坑のそばに換気専用の採掘坑を開けることになった。こうして、1899年には第3採掘坑のそばに第7採掘坑が、1900年には第1・第2採掘坑のそばに第8採掘坑が、1905年には第6採掘坑のそばに第9採掘坑が、それぞれ開かれた。
その後何年も継続的な改良とさらなる伸長が見られた。第7・第8・第9採掘坑の建設後に、旧式の第1・第2採掘坑は刷新された。石塔の一つは解体され、近代的な鉄骨製に替えられた。1914年にはかつて通気口としてしか使われていなかった第9採掘坑に第10採掘坑と新しいコークス炉が開かれた。
第一次世界大戦前夜には、ツォルフェアアインの産出量はおよそ 250万 t にのぼっていた。

### 大戦以降

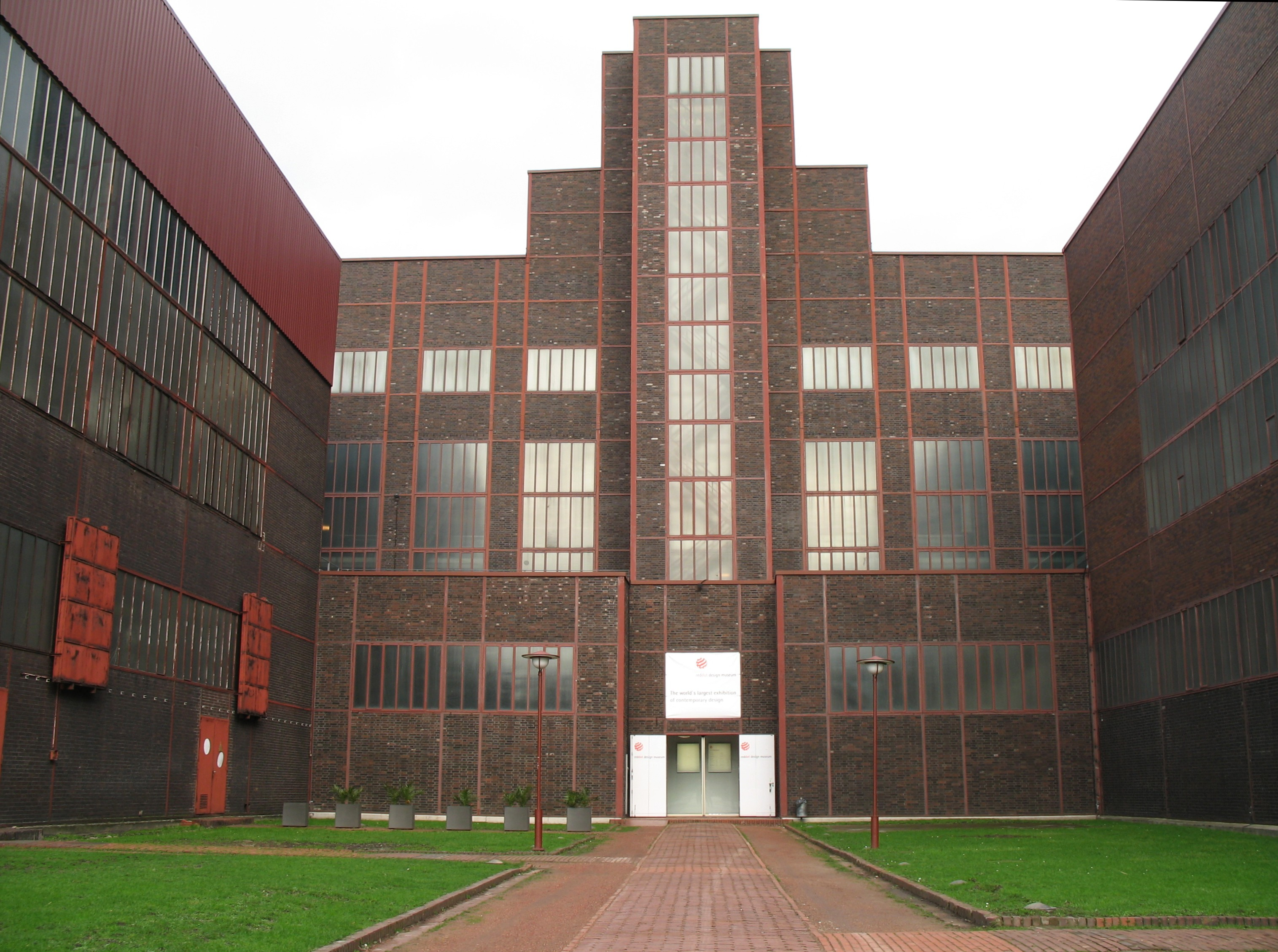
赤い鉄骨トラスを取り入れた典型的なバウハウス様式の第12採掘坑のボイラー室は現在では中がレッド・ドット・デザイン・ミュージアムになっている

第一次世界大戦の後、1920年からは、周辺の炭坑と連携して維持と発展が図られた。そして、第4・第5の双採掘坑の更新のため、1927年までかけて第11坑が追加された。
1928年に入ると、中心となる坑を建設し、採掘量を増加させることが決定された。建築的にも技術的にも一流の施設を目ざし、設計が建築家フリッツ・シュップ（Fritz Schupp, 1896 - 1974年）とマルティン・クレマー（Martin Kremmer, 1894 - 1945年）に依頼され、当時影響力があったバウハウスの考えに沿ってデザインされた。1930年に建設され、1932年に稼動を開始した第12採掘坑の2本の足を有す立坑櫓は、最も近代的で「世界一美しい」と言われており、その後の櫓の模範となった。こうして発展した炭坑には、1937年に全体で6,900人が従事し、産出量が計 360万 t に達した。
第二次世界大戦による被害は少なく、1953年には産出量が 240万 t に回復している。その後も施設の改修が進められ、1961年には西側の用地で新たなコークス工場が操業を開始した。1日に1万トンの石炭をコークスにする能力がある、ヨーロッパ最新鋭の施設であったが、後にヨーロッパの鉄鋼業が衰退し、コークスの需要が減少したため、1993年7月末で停止されている。
1968年からは経営がルール石炭会社（Ruhrkohle AG）に移され、操業が継続された。しかし、1983年に操業を停止する方針が決定され、1986年12月23日を最後に、操業が止められた。その後も操業が継続されたコークス工場も、1993年に停止されている。

### 産業遺産への転換

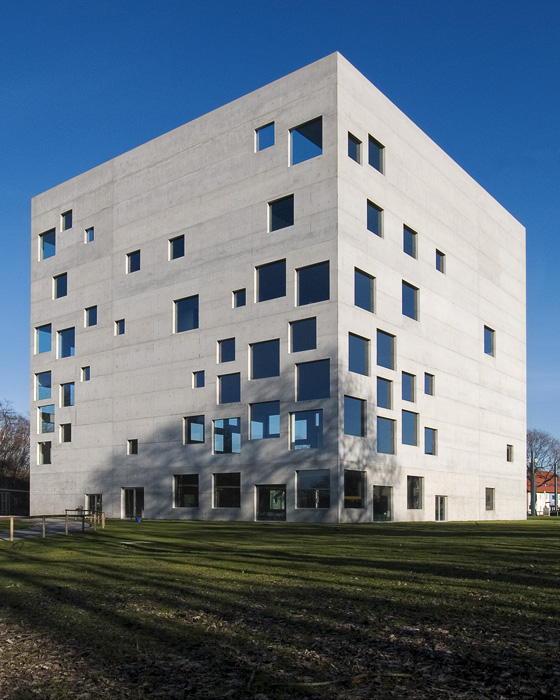
ツォルフェアアイン・スクール（設計：SANAA）

1986年の操業停止の後、ノルトライン＝ヴェストファーレン州が跡地を購入し、全体を産業遺産として保護の対象とし、用地の整理を開始した。当初予定した整備は1999年に終了し、2001年からは財団を設立して維持にあたっている。そして、2001年12月14日に、ユネスコの世界遺産に登録された。
その後は、世界遺産としての整備が進められ、ルール地方の産業遺産ルートの重点地区とされており、ヨーロッパ産業遺産の道のアンカーポイントにもなっている。整備の一環として、旧ボイラー工場がノーマン・フォスターの設計によって改修され、1997年から州のデザインセンターとして使用されている。また、2006年には、隣接地に、妹島和世と西沢立衛によるユニットである SANAA が設計したデザイン学校のツォルフェアアイン・スクールが完成し、その形から、地元でツォルフェアアイン・クブス（キューブのこと）と呼ばれている。なお、デザイン学校の生徒が予定通り集まらなかったため、建物の大半はまだ利用されていないが、教育施設としての活用が検討されている。
2010年にエッセンが欧州文化首都に選ばれたのは、これらの成果が貢献している。また、同年には、ツォルフェアアイン・スクールを設計した SANAA がプリツカー賞を受賞している。

## 世界遺産

### 登録基準
この世界遺産は世界遺産登録基準のうち、以下の条件を満たし、登録された（以下の基準は世界遺産センター公表の登録基準からの翻訳、引用である）。
- (2) ある期間を通じてまたはある文化圏において、建築、技術、記念碑的芸術、都市計画、景観デザインの発展に関し、人類の価値の重要な交流を示すもの。
- (3) 現存するまたは消滅した文化的伝統または文明の、唯一のまたは少なくとも稀な証拠。